# Ų̈́
Ų̈́ (minuscule : ų̈́), appelé U tréma accent aigu ogonek, est une lettre latine qui a été utilisée dans l’écriture du tutchone du Sud.
Il s’agit de la lettre U diacritée d’un tréma, d’un accent aigu et d’un ogonek.

## Utilisation
En tutchone du Sud, ‹ ų̈́ › a été utilisé pour une voyelle ‹ ü › nasalisée avec un ton montant. Elle est maintenant écrite avec un caron plutôt qu’un accent aigu : ‹ ų̈̌ ›.

## Usage informatique
Le U tréma accent aigu ogonek peut être représenté avec les caractères Unicode suivants : 
- précomposé et normalisé NFC (latin étendu A, diacritiques) :

| formes    | représentations | chaînes de caractères | points de code       | descriptions                                                               |
| --------- | --------------- | --------------------- | -------------------- | -------------------------------------------------------------------------- |
| capitale  | Ų̈́               | Ų◌̈◌́                   | U+0172 U+0308 U+0301 | lettre majuscule latine u ogonek diacritique tréma diacritique accent aigu |
| minuscule | ų̈́               | ų◌̈◌́                   | U+0173 U+0308 U+0301 | lettre minuscule latine u ogonek diacritique tréma diacritique accent aigu |

- décomposé et normalisé NFD (latin de base, diacritiques) :

| formes    | représentations | chaînes de caractères | points de code              | descriptions                                                                           |
| --------- | --------------- | --------------------- | --------------------------- | -------------------------------------------------------------------------------------- |
| capitale  | Ų̈́               | U◌̨◌̈◌́                  | U+0055 U+0328 U+0308 U+0301 | lettre majuscule latine u diacritique ogonek diacritique tréma diacritique accent aigu |
| minuscule | ų̈́               | u◌̨◌̈◌́                  | U+0075 U+0328 U+0308 U+0301 | lettre minuscule latine u diacritique ogonek diacritique tréma diacritique accent aigu |